# Petko Petkov (football)
Pour les articles homonymes, voir Petko Petkov.
Petko Petkov (bulgare : Петко Петков) (né le 3 août 1946 à Sinitovo (en) en Bulgarie et mort le 10 janvier 2020 à Stara Zagora (Bulgarie)) est un footballeur professionnel bulgare.

## Biographie

### Carrière
Lors de sa carrière, Petko Petkov joue au Gorubso Madan, au Beroe Stara Zagora puis à l'Austria Vienne. 

#### Beroe
À Beroe, il inscrit 144 buts, ce qui fait de lui le meilleur buteur de l'histoire du club en division 1. Lors de la saison 1974-75, il inscrit 53 buts en seconde division.
Avec l'équipe de Bulgarie de football, il joue 33 matchs et inscrit 5 buts.

## Palmarès
- Meilleur buteur du championnat bulgare - 2 fois : 1974 (20 buts) ; 1976 (19 buts)